# Kapoköl
Aus den Samen des Kapokbaumes (Ceiba pentandra) kann das Kapoköl, auch Kapoksaatöl, ein Pflanzenöl hergestellt werden. Nach der Entfernung der äußeren Kapsel werden die von den Fasern befreiten Samen mit Walzenstühle zerkleinert und ohne Entfernung der Schalen warm gepresst. Die Samen enthalten etwa 25 % Öl. Das Öl hat eine gelbe Farbe und einen angenehmen, milden Geruch und Geschmack, ähnlich Baumwollsamenöl. Es wird schnell ranzig, wenn es der Luft ausgesetzt wird. Kapoköl wird in Indien, Indonesien und Malaysia hergestellt. Es hat eine Jodzahl von 92–98; dies macht es zu einem nicht trocknenden Öl, was bedeutet, dass es an der Luft nicht wesentlich austrocknet. Das Öl hat ein gewisses Potenzial als Biokraftstoff und in der Farbzubereitung.